# Papillion (Nebraska)
Papillion település az Amerikai Egyesült Államok Nebraska államában, Sarpy megyében, melynek megyeszékhelye is. Lakosainak száma 24 159 fő (2020. április 1.).

## Népesség
A település népességének változása:

| 2010 | 18 894 |
| 2020 | 24 159 |